# Giovanni Braga
Giovanni Braga (Faverzano, 15 febbraio 1909 – Trento, 3 giugno 1966) è stato un calciatore e allenatore di calcio italiano, di ruolo centrocampista.

## Carriera

### Giocatore
Giocò a lungo in Serie A con Brescia, Bari e Modena. Ha esordito nella massima serie nel primo torneo di Serie A il 6 ottobre 1929 nella partita Milan-Brescia (4-1). Ha realizzato la sua prima rete in Serie A il 29 giugno 1930 nella partita Brescia-Cremonese (4-3). Ha chiuso la carriera con Pavia e Trento.

### Allenatore
Ha allenato l'Anconitana in Serie C nella stagione 1951-1952.